# Govindasvami
Govindasvami (malaiàlam: ഗോവിന്ദസ്വാമി)  (Kerala, c. 800 - Kerala, c. 860), a vegades transliterat com Govinda Swami (Swami és un títol honorífic a l'hinduisme), va ser un astrònom i matemàtic indi del segle IX dC.
Res es coneix de la seva vida, però se suposa que era de la regió de Kerala en la qual va divulgar els conceptes, mètodes i sistemes d'Aryabhata i Bhaskara I. És conegut per haver escrit un comentari del Mahabhaskariya de Bhaskara I, en el qual millorava la seva taula de sinus amb una nova fórmula d'interpolació de segon ordre. Aquesta obra va ser al seu torn objecte d'un ampli comentari de Parameshvara en el segle XV.